# Ress
Szabó Roland (művésznevén Ress) (Budapest, 1997. -) magyar rapper, producer, zeneszerző és fotográfus.

## Életpálya
Ress először 2017-ben adta ki első, Világegyetem című albumát. Az album 5 számot tartalmazott, 1 videóklip készült hozzá.
2020-ban kijött a második (de inkább első) stúdióalbuma, a HIMALAYA. Az anyag 10 számot tartalmaz, (többek között a Taxi-t), sokan a magyar RNB egyik úttörőjének tartják az albumot.
2021 tavaszán folyamatosan dobálta ki a Fiúk is sírnak számait, majd 2021. május 13-án kijött a teljes kislemez, ugyanazon névvel (legismertebb száma is megtalálható a lemezen, a Nyolcadik nap, melynek klipjét a pécsi Csontváry Múzeumban is forgatták).
2023-ban, 3 évnyi kihagyás után kiadta harmadik stúdióalbumát, a MIMÓZÁT.
Fotógráfusként is tevékenykedik.

## Diszkográfia

### Studióalbumok
| Kiadás            | Album        |
| ----------------- | ------------ |
| 2017. október 21. | Világegyetem |
| 2020. május 8.    | HIMALAYA     |
| 2021. július 22.  | Kontroll     |
| 2023. december 1. | MIMÓZA       |

### Kislemezek és EP-k
| Év   | Cím            | Album          | Szerző(k)                      | Producer                                                           | Videóklip | Rendező                    |
| ---- | -------------- | -------------- | ------------------------------ | ------------------------------------------------------------------ | --------- | -------------------------- |
| 2018 | Tudat alatt    |                | Ress, Kapitány Máté, Figura    | Szabó Roland, Kapitány Máté                                        | Nincs     | -                          |
| 2018 | Zaj            |                | Ress, Passed Dóri              | Szabó Roland, Kapitány Máté                                        | Van       | Szabó Roland               |
| 2018 | Szörny         |                | Ress                           | Szabó Roland                                                       | Nincs     | -                          |
| 2019 | Türelmetlen    |                | Ress                           | Szabó Roland                                                       | Nincs     | -                          |
| 2019 | Taxi           | HIMALAYA       | Ress                           | Szabó Roland                                                       | Van       | Szabó Roland               |
| 2020 | Maraton        | HIMALAYA       | Ress                           | Szabó Roland                                                       | Van       | -                          |
| 2021 | Fiúk is sírnak | Fiúk is sírnak | Ress                           | Szabó Roland                                                       | Van       |                            |
| 2021 | Jó fiú         | Fiúk is sírnak | Ress                           | Szabó Roland                                                       | Van       | Szabó Roland               |
| 2021 | Nyolcadik nap  | Fiúk is sírnak | Ress                           | Szabó Roland                                                       | Van       | Büki Balázs                |
| 2021 | Kontroll       | Kontroll       | Kapitány Máté, Lil Frakk, Ress | Kapitány Máté, Lil Frakk, Ress                                     | Van       | Mazzag Izabella            |
| 2021 | MIIVAN REMIX   | -              | Kapitány Máté, Lil Frakk, Ress | Kapitány Máté, Lil Frakk, Ress, Clikvork, Klay, Whoel, Fiyuu, Zorz | Nincs     | -                          |
| 2022 | Sushigazdag    | -              | Kapitány Máté, Lil Frakk, Ress | Kapitány Máté                                                      | Van       | Ress                       |
| 2022 | Ballon         | -              | Ress                           | Szabó Roland                                                       | Van       | Büki Balázs                |
| 2024 | BOBEK          | -              | Ress                           | Szabó Roland                                                       | Van       | Szabó Roland               |
| 2024 | LUMBAGO        | -              | Ress                           | Szabó Roland                                                       | Van       | Muhari Bence, Szabó Roland |